# Sebastián Crismanich
Sebastián Crismanich, né le 30 octobre 1986 à Corrientes, est un taekwondoïste argentin, champion olympique dans sa catégorie aux Jeux olympiques d'été de 2012.

## Biographie
Avec son frère Mauro (es), Sebastián Crismanich est l'un des personnalités les plus importantes du taekwondo argentin. Champion lors des Jeux panaméricains de 2011 et du tournoi pré-olympique de Querétaro en 2011, Sebastián se qualifie pour les Jeux olympiques d'été de 2012 organisés à Londres. À 25 ans, l’Argentin se hisse en finale après des victoires 9 à 5 contre le Néo-zélandais Vaughn Scott, 9 à 1 en quart de finale contre l’Afghan Nesar Ahmad Bahawi et 2 à 1 contre l'Arménien Arman Yeremian en demi-finale. Victorieux de l'Espagnol Nicolás García sur le score de 1 à 0, il devient le premier sportif argentin à obtenir un titre olympique dans une épreuve individuelle depuis les Jeux olympiques d'été de 1964. Il remporte également la seule médaille d'or olympique de la délégation argentine à Londres. Quatre ans plus tard, après une série de blessures, il décide de mettre un terme à sa carrière sportive.
Après sa carrière sportive, il devient membre de la Commission des Athlètes du Comité Olympique Argentin.

## Palmarès

### Jeux olympiques
- Londres 2012
  -  Médaille d'or en moins de 80 kg hommes.

### Jeux panaméricains
- Médaille d'or en moins de 80 kg  aux Jeux panaméricains de 2011 à Guadalajara (Mexique)